# El eco del duelo
El Eco del Duelo es el nombre del segundo trabajo en solitario del cantautor chileno Mauricio Riveros. Un extended play con cuatro canciones en formato acústico que apareció en la Navidad de 2011 como agradecimiento a sus seguidores.
La fotografía de la portada fue hecha por Pantera Foto, un colectivo de artistas chilenas, y su descarga digital se hizo a través del sitio legal de música chilena Portaldisc.

## Canciones
Las cuatro canciones, todas escritas y compuestas por Riveros para este disco, nunca antes habían sido publicadas.
1. «Tanto de ti»
2. «El adiós invisible»
3. «El eco del duelo»
4. «El presente»

## Reversiones
Dos canciones de este trabajo han sido regrabadas por Riveros. Primero "El presente" que fue incluida como bonus track del sencillo "Los muertos" (2016) y luego "El adiós invisible", que se presentó en versión eléctrica en el recopilatorio "Verteverbal 2007 - 2017".